# Giro de Lombardía 1932
El Giro de Lombardía 1932 fue la 28.ª edición del Giro de Lombardía. Esta carrera ciclista organizada por La Gazzetta dello Sport se disputó el 23 de octubre de 1932 con salida y llegada a Milán después de un recorrido de 265 km.
El italiano Antonio Negrini (Maino-Clement) conseguía imponerse en la línea de meta a sus compatriotas Domenico Piemontesi (Oscar Egg-Wolber) y Remo Bertoni (Legnano-Hutchinson).

## Clasificación general
| Posición | Ciclista            | Equipo             | Tiempo     |
| -------- | ------------------- | ------------------ | ---------- |
| 1        | Antonio Negrini     | Maino-Clement      | 8h 40' 01" |
| 2        | Domenico Piemontesi | Oscar Egg-Wolber   | m. t.      |
| 3        | Remo Bertoni        | Legnano-Hutchinson | m. t.      |
| 4        | Aldo Canazza        | Wolsit-Hutchinson  | m. t.      |
| 5        | Mario Cipriani      | Ganna-Dunlop       | m. t.      |
| 6        | Michele Mara        | Bianchi-Pirelli    | m. t.      |
| 7        | Giovanni Firpo      | Gloria-Hutchinson  | m. t.      |
| 8        | Pietro Rimoldi      | Individual         | m. t.      |
| 9        | Antonio Fraccaroli  | Individual         | m. t."     |
| 10       | Giovanni Vitali     | Individual         | m. t.      |